# Serie A 2012-2013 (calcio femminile)
L'edizione 2012-2013 è stata la quarantaseiesima edizione del campionato italiano di Serie A femminile di calcio femminile.

## Stagione

### Novità
Aumenta il numero delle squadre partecipanti, che dalle 14 dell'anno precedente salgono a 16. Alle retrocesse Roma e Milan, si sostituiscono Fortitudo Mozzecane, Graphistudio Pordenone, Grifo Perugia e Napoli, vincitrici dei quattro gironi di A2. La quinta promossa, il Siena, vincitore dei play-off tra le seconde classificate della Serie A2, ha rinunciato alla Serie A, assieme al Venezia 1984, salvo dopo i play-out. Pertanto, vengono riammesse in Serie A la Lazio (che aveva perso proprio con il Venezia i play-out della stagione precedente ed è stata retrocessa sul campo) e il Fiammamonza, finalista della finale play-off, perdente a sua volta dal Siena.
Salgono le regioni rappresentate rispetto all'anno precedente (10 contro 8). La Lombardia resta la regione più rappresentata con 4 squadre, segue il Friuli-Venezia Giulia con tre e il Veneto con due. Una squadra a testa per Lazio, Toscana, Umbria, Campania, Piemonte, Sardegna ed Emilia-Romagna.

### Formula
Diverse novità rispetto all'anno precedente: oltre all'aumento del numero delle partecipanti (da 14 a 16), cambia il sistema di retrocessioni: retrocedono in Serie A2 quattro squadre: le ultime due classificate, più altre due dai play-out secondo l'accoppiamento 11ª-14ª e 12ª-13ª, con gare di andata e ritorno, al termine delle quali, in caso di parità, sarà considerata salva la squadra meglio classificata in campionato. Al loro posto, dalla Serie A2, vengono promosse per l'anno successivo altrettante quattro squadre (le vincitrici dei quattro gironi). Nulla di invariato per l'accesso alla UEFA Women's Champions League: qualificate direttamente per la fase finale la vincitrice dello scudetto e la seconda classificata.

## Squadre partecipanti
| Club                | Stagione | Città            | Stadio                    | Stagione precedente    |
| ------------------- | -------- | ---------------- | ------------------------- | ---------------------- |
| Bardolino Verona    | dettagli | Verona           | Stadio Aldo Olivieri      | 2º posto in Serie A    |
| Brescia             | dettagli | Brescia          | Centro Sp. Club Azzurri   | 4º posto in Serie A    |
| Chiasiellis         | dettagli | Mortegliano (UD) | Stadio Franco Beltrame    | 7º posto in Serie A    |
| Como 2000           | dettagli | Como             | Stadio Belvedere          | 8º posto in Serie A    |
| Fiamma Monza        | dettagli | Monza            | Stadio Gino Alfonso Sada  | 2º posto in Serie A2/A |
| Firenze             | dettagli | Firenze          | Stadio San Marcellino     | 9º posto in Serie A    |
| Fortitudo Mozzecane | dettagli | Mozzecane (VR)   | Stadio Nereo Faccioli     | 1º posto in Serie A2/A |
| Grifo Perugia       | dettagli | San Sisto (PG)   | Stadio Comunale           | 1º posto in Serie A2/C |
| Lazio CF            | dettagli | Roma             | C.S. "La Borghesiana"     | 11º posto in Serie A   |
| Mozzanica           | dettagli | Mozzanica (BG)   | Stadio Comunale           | 5º posto in Serie A    |
| Napoli              | dettagli | Napoli           | Stadio Arturo Collana     | 1º posto in Serie A2/D |
| Pordenone           | dettagli | Pordenone        | Stadio Ottavio Bottecchia | 1º posto in Serie A2/B |
| Riviera di Romagna  | dettagli | Cervia (RA)      | Stadio Germano Todoli     | 10º posto in Serie A   |
| Tavagnacco          | dettagli | Tavagnacco (UD)  | Stadio comunale           | 3º posto in Serie A    |
| Torino              | dettagli | Torino           | Stadio Primo Nebiolo      | 6º posto in Serie A    |
| Torres              | dettagli | Sassari          | Stadio Vanni Sanna        | Campione d'Italia      |

## Allenatori e primatisti
| Squadra             | Allenatore                                                                      | Giocatrice più presente (tra parentesi il numero delle presenze)                          | Capocannoniere (tra parentesi il numero dei gol segnati) |
| ------------------- | ------------------------------------------------------------------------------- | ----------------------------------------------------------------------------------------- | -------------------------------------------------------- |
| Bardolino Verona    | Renato Longega                                                                  | Maria Karlsson, Claudia Squizzato, Marina Toscano Aggio, Tatiana Zorri (29)               | Cristiana Girelli (22)                                   |
| Brescia             | Milena Bertolini                                                                | Lisa Alborghetti, Barbara Bonansea, Valentina Pedretti, Sara Penzo, Daniela Sabatino (30) | Daniela Sabatino (30)                                    |
| Chiasiellis         | Mauro Lizzi                                                                     | Anja Milenkovič, Evelyn Vicchiarello (30)                                                 | Evelyn Vicchiarello (10)                                 |
| Como 2000           | Mario Manzo                                                                     | Monica Carminati, Martina Cortesi, Laura Fusetti, Alessia Piazza, Marta Zanini (29)       | Monica Carminati (15)                                    |
| Fiammamonza         | Antonio Cincotta (1ª) Nicola Riefoli (2ª-10ª) Patrizio Sala (11ª-30ª e playout) | Viola Brambilla, Elisa Galbiati (29)                                                      | Naila Ramera (11)                                        |
| Firenze             | Sauro Fattori                                                                   | Eleonora Benucci, Ilaria Leoni (29)                                                       | Alia Guagni (18)                                         |
| Fortitudo Mozzecane | Antonella Formisano (1ª-20ª) Walter Bucci (21ª-30ª)                             | Alessia Venturini (30)                                                                    | Rachele Perobello (9)                                    |
| Grifo Perugia       | Michele Scapicchi                                                               | Romina Natalizi (30)                                                                      | Luisa Pugnali (5)                                        |
| Lazio               | Antonio Macidonio (1ª-3ª) Anna Maria Mega (4ª-14ª) Ashraf Seleman (15ª-30ª)     | Alice Ferrazza, Arianna Pezzotti (27)                                                     | Sabrina Marchese (9)                                     |
| Mozzanica           | Paolo Fracassetti                                                               | Angela Locatelli, Giulia Nasuti (30)                                                      | Stefania Tarenzi (16)                                    |
| Napoli              | Geppino Marino                                                                  | Valentina Giacinti, Antonella Morra (29)                                                  | Valentina Giacinti (17)                                  |
| Pordenone           | Andrea Tosolini                                                                 | Rossella Cavallini, Silvia Sedonati (29)                                                  | Rossella Cavallini (13)                                  |
| Riviera di Romagna  | Antonio Censi (1ª-12ª) Massimo Agostini (13ª-20ª)                               | Patrizia Caccamo, Valeria Magrini, Sara Pastore (27)                                      | Simona Sodini (22)                                       |
| Tavagnacco          | Marco Rossi                                                                     | Chiara Marchitelli (30)                                                                   | Paola Brumana (27)                                       |
| Torino              | Eraldo Nicco                                                                    | Chiara Eusebio (29)                                                                       | Giulia Grassino (3)                                      |
| Torres              | Manuela Tesse                                                                   | Silvia Fuselli, Giorgia Motta, Patrizia Panico (29)                                       | Patrizia Panico (35)                                     |

## Classifica finale
Come da dati ufficiali della Divisione Calcio Femminile (c.u. 80 dell'8 maggio 2013)
|                   | Pos. | Squadra             | Pt | G  | V  | N  | P  | GF  | GS | DR  |
| ----------------- | ---- | ------------------- | -- | -- | -- | -- | -- | --- | -- | --- |
| Campione d'Italia | 1.   | Torres              | 81 | 30 | 26 | 3  | 1  | 108 | 13 | +95 |
|                   | 2.   | Tavagnacco          | 78 | 30 | 24 | 6  | 0  | 96  | 20 | +76 |
|                   | 3.   | Brescia             | 70 | 30 | 21 | 7  | 2  | 79  | 22 | +57 |
|                   | 4.   | Bardolino Verona    | 63 | 30 | 19 | 6  | 5  | 87  | 30 | +57 |
|                   | 5.   | Napoli              | 52 | 30 | 14 | 10 | 6  | 59  | 29 | +30 |
|                   | 6.   | Riviera di Romagna  | 48 | 30 | 14 | 6  | 10 | 57  | 53 | +4  |
|                   | 7.   | Mozzanica           | 41 | 30 | 10 | 11 | 9  | 43  | 38 | +5  |
|                   | 8.   | Firenze             | 41 | 30 | 11 | 8  | 11 | 43  | 44 | -1  |
|                   | 9.   | Como 2000           | 39 | 30 | 10 | 9  | 11 | 49  | 59 | -10 |
|                   | 10.  | Chiasiellis         | 38 | 30 | 9  | 11 | 10 | 39  | 43 | -4  |
|                   | 11.  | Pordenone           | 33 | 30 | 9  | 6  | 15 | 39  | 56 | -17 |
|                   | 12.  | Grifo Perugia       | 24 | 30 | 6  | 6  | 18 | 31  | 71 | -40 |
|                   | 13.  | Fiamma Monza        | 19 | 30 | 5  | 4  | 21 | 30  | 84 | -54 |
|                   | 14.  | Lazio CF (-2)       | 14 | 30 | 3  | 7  | 19 | 31  | 84 | -53 |
|                   | 15.  | Fortitudo Mozzecane | 12 | 30 | 2  | 6  | 22 | 29  | 96 | -67 |
|                   | 16.  | Torino (-1)         | 7  | 30 | 2  | 2  | 26 | 14  | 92 | -78 |

Legenda:
      Campione d'Italia e ammessa alla UEFA Women's Champions League 2013-2014.
      Ammessa alla UEFA Women's Champions League 2013-2014.
Ammesse al play-out.
      Retrocesse in Serie B 2013-2014.
Note:
Tre punti a vittoria, uno a pareggio, zero a sconfitta.
Lazio penalizzata di due punti dalla FIGC, successivamente confermata con comunicato ufficiale n. 44/CGF del 5 settembre 2012.
Torino penalizzato di un punto per aver rinunciato alla gara Torres-Torino del 16 marzo 2013 (comunicato ufficiale n. 66 del 20 marzo 2013).

## Risultati

### Calendario
| Andata      | 1ª Giornata               | Ritorno     |
| 22 set 2012 |                           | 12 gen 2013 |
| 2-2         | Brescia-Bardolino Verona  | 2-2         |
| 0-0         | Chiasiellis-Como          | 3-3         |
| 2-3         | Fiammamonza-Firenze       | 0-2         |
| 1-6         | Mozzecane-Tavagnacco      | 0-2         |
| 2-2         | Pordenone-Mozzanica       | 2-4         |
| 1-1         | Napoli-Perugia            | 2-0         |
| 2-5         | Torino-Riviera di Romagna | 0-4         |
| 6-0         | Torres-Lazio              | 3-0         |

| Andata      | 4ª Giornata                    | Ritorno    |
| 13 ott 2012 |                                | 2 feb 2013 |
| 4-0         | Bardolino VR-F.Mozzecane       | 1-0        |
| 0-2         | Como-Brescia                   | 1-3        |
| 0-3         | Lazio-Chiasiellis              | 0-3        |
| 0-4         | Mozzanica-Torres               | 0-3        |
| 1-0         | Napoli-Pordenone               | 2-1        |
| 0-0         | Perugia-Firenze                | 0-2        |
| 3-2         | Riviera di Romagna-Fiammamonza | 4-2        |
| 7-0         | Tavagnacco-Torino              | 5-1        |

| Andata     | 7ª Giornata                 | Ritorno     |
| 3 nov 2012 |                             | 23 feb 2013 |
| 0-2        | Brescia-Torres              | 2-0         |
| 4-0        | Chiasiellis-Perugia         | 3-2         |
| 0-0        | Fiammamonza-Mozzanica       | 1-1         |
| 3-0        | Firenze-Lazio               | 4-0         |
| 4-4        | Mozzecane-Pordenone         | 0-1         |
| 1-1        | Riviera di Romagna-Como     | 3-0         |
| 1-1        | Tavagnacco-Bardolino Verona | 3-1         |
| 0-1        | Torino-Napoli               | 1-7         |

| Andata      | 10ª Giornata             | Ritorno     |
| 24 nov 2012 |                          | 23 mar 2013 |
| 0-3         | Chiasiellis-Brescia      | 0-0         |
| 1-2         | Como-Tavagnacco          | 1-3         |
| 2-3         | Lazio-Riviera di Romagna | 1-3         |
| 1-0         | Mozzanica-Firenze        | 1-0         |
| 6-1         | Napoli-Fiammamonza       | 2-0         |
| 0-4         | Perugia-Bardolino Verona | 0-8         |
| 2-1         | Pordenone-Torino         | 2-0         |
| 6-2         | Torres-Mozzecane         | 7-0         |

| Andata      | 13ª Giornata              | Ritorno     |
| 15 dic 2012 |                           | 20 apr 2013 |
| 2-1         | Bardolino Verona-Napoli   | 0-0         |
| 2-2         | Como-Mozzanica            | 0-4         |
| 2-3         | Fiammamonza-Brescia       | 0-7         |
| 0-0         | Firenze-Chiasiellis       | 2-2         |
| 2-2         | Lazio-Perugia             | 1-5         |
| 0-2         | Riviera di Romagna-Torres | 0-7         |
| 1-0         | Tavagnacco-Pordenone      | 3-1         |
| 1-2         | Torino-Mozzecane          | 1-1         |

| Andata      | 2ª Giornata                  | Ritorno     |
| 29 set 2012 |                              | 19 gen 2013 |
| 1-1         | Bardolino Verona-Chiasiellis | 2-1         |
| 0-3         | Como-Torres                  | 2-4         |
| 0-1         | Firenze-Torino               | 4-0         |
| 3-0         | Lazio-Pordenone              | 0-1         |
| 1-0         | Mozzanica-Napoli             | 0-1         |
| 0-2         | Perugia-Fiammamonza          | 2-1         |
| 2-1         | Riviera di Romagna-Mozzecane | 8-0         |
| 1-1         | Tavagnacco-Brescia           | 2-1         |

| Andata      | 5ª Giornata                   | Ritorno    |
| 20 ott 2012 |                               | 9 feb 2013 |
| 3-0         | Brescia-Napoli                | 1-1        |
| 0-1         | Chiasiellis-Pordenone         | 1-3        |
| 0-4         | Fiammomonza-Como              | 0-4        |
| 1-0         | Firenze-Bardolino Verona      | 4-1        |
| 1-1         | Mozzecane-Mozzanica           | 0-4        |
| 0-1         | Riviera di Romagna-Tavagnacco | 0-2        |
| 0-2         | Torino-Lazio                  | 1-1        |
| 6-0         | Torres-Perugia                | 0-3        |

| Andata      | 8ª Giornata               | Ritorno    |
| 10 nov 2012 |                           | 2 mar 2013 |
| 4-0         | Verona-Riviera di Romagna | 2-1        |
| 0-0         | Como-Firenze              | 1-1        |
| 0-0         | Lazio-Fiammamonza         | 3-2        |
| 4-0         | Mozzanica-Torino          | 3-0        |
| 1-1         | Napoli-Mozzecane          | 5-1        |
| 0-7         | Perugia-Tavagnacco        | 0-4        |
| 0-1         | Pordenone-Brescia         | 0-4        |
| 3-0         | Torres-Chiasiellis        | 6-0        |

| Andata     | 11ª Giornata                 | Ritorno     |
| 1 dic 2012 |                              | 30 mar 2013 |
| 3-1        | Bardolino Verona-Mozzanica   | 1-1         |
| 4-1        | Como-Lazio                   | 2-2         |
| 1-0        | Fiammamonza-Chiasiellis      | 0-2         |
| 1-3        | Firenze-Torres               | 0-4         |
| 0-2        | Mozzecane-Perugia            | 1-6         |
| 2-2        | Riviera di Romagna-Pordenone | 1-0         |
| 3-2        | Tavagnacco-Napoli            | 1-1         |
| 1-3        | Torino-Brescia               | 0-3         |

| Andata      | 14ª Giornata               | Ritorno     |
| 22 dic 2012 |                            | 27 apr 2013 |
| 1-0         | Brescia-Riviera di Romagna | 4-1         |
| 1-3         | Chiasiellis-Tavagnacco     | 0-3         |
| 2-0         | Mozzanica-Perugia          | 0-0         |
| 0-2         | Mozzecane-Firenze          | 2-3         |
| 4-1         | Napoli-Lazio               | 0-0         |
| 1-1         | Pordenone-Como             | 1-2         |
| 0-1         | Torino-Fiammamonza         | 1-0         |
| 1-0         | Torres-Bardolino Verona    | 3-0         |

| Andata     | 3ª Giornata                | Ritorno     |
| 6 ott 2012 |                            | 26 gen 2013 |
| 5-2        | Brescia-Lazio              | 3-1         |
| 1-1        | Chiasiellis-Mozzanica      | 2-0         |
| 1-6        | Fiammamonza-Tavagnacco     | 0-5         |
| 3-4        | Firenze-Riviera di Romagna | 0-0         |
| 2-4        | Mozzecane-Como             | 1-4         |
| 2-1        | Pordenone-Perugia          | 2-1         |
| 1-5        | Torino-Bardolino Verona    | 0-9         |
| 3-0        | Torres-Napoli              | 0-0         |

| Andata      | 6ª Giornata                  | Ritorno     |
| 27 ott 2012 |                              | 16 feb 2013 |
| 2-1         | Bardolino Verona-Fiammamonza | 4-1         |
| 3-1         | Como-Torino                  | 1-0         |
| 1-2         | Lazio-Mozzecane              | 1-1         |
| 0-2         | Mozzanica-Brescia            | 1-1         |
| 0-0         | Napoli-Chiasiellis           | 2-2         |
| 0-1         | Perugia-Riviera di Romagna   | 1-1         |
| 1-2         | Pordenone-Torres             | 0-3         |
| 4-1         | Tavagnacco-Firenze           | 5-1         |

| Andata      | 9ª Giornata                  | Ritorno     |
| 17 nov 2012 |                              | 16 mar 2013 |
| 3-1         | Bardolino Verona-Como        | 4-0         |
| 4-0         | Brescia-Perugia              | 3-1         |
| 0-3         | Fiammamonza-Pordenone        | 3-3         |
| 1-2         | Firenze-Napoli               | 0-2         |
| 2-2         | Mozzecane-Chiasiellis        | 0-2         |
| 0-4         | Riviera di Romagna-Mozzanica | 3-1         |
| 6-0         | Tavagnacco-Lazio             | 2-0         |
| 0-6         | Torino-Torres                | 0-3         |

| Andata     | 12ª Giornata              | Ritorno     |
| 8 dic 2012 |                           | 13 apr 2013 |
| 4-1        | Brescia-Mozzecane         | 5-0         |
| 2-0        | Chiasiellis-Torino        | 2-0         |
| 2-7        | Lazio-Bardolino Verona    | 0-5         |
| 1-1        | Mozzanica-Tavagnacco      | 0-4         |
| 5-1        | Napoli-Riviera di Romagna | 1-1         |
| 1-2        | Perugia-Como              | 2-2         |
| 1-2        | Pordenone-Firenze         | 2-2         |
| 7-1        | Torres-Fiammamonza        | 5-1         |

| Andata     | 15ª Giornata                   | Ritorno    |
| 5 gen 2013 |                                | 4 mag 2013 |
| 5-0        | Bardolino Verona-Pordenone     | 4-1        |
| 3-1        | Como-Napoli                    | 0-8        |
| 3-2        | Fiammamonza-Mozzecane          | 2-0        |
| 0-5        | Firenze-Brescia                | 1-1        |
| 0-0        | Lazio-Mozzanica                | 4-3        |
| 2-0        | Perugia-Torino                 | 2-1        |
| 1-1        | Riviera di Romagna-Chiasiellis | 4-1        |
| 1-1        | Tavagnacco-Torres              | 1-1        |

## Play-out
|               | Risultati     |              | Luogo e data              |  |
| ------------- | ------------- | ------------ | ------------------------- |  |
| Pordenone     | n.d.          | Lazio CF     | Pordenone, 12 maggio 2013 |  |
| Grifo Perugia | 2 - 2 (d.t.s) | Fiamma Monza | San Sisto, 18 maggio 2013 |  |
|               |               |              |                           |  |

## Statistiche

### Squadre

#### Record
- Maggior numero di vittorie: Torres (26)
- Minor numero di sconfitte: Tavagnacco (0)
- Migliore attacco: Torres (107 reti fatte)
- Miglior difesa: Torres (12 reti subite)
- Miglior differenza reti: Torres (+95)
- Maggior numero di pareggi: Chiasiellis, Mozzanica (11)
- Minor numero di pareggi: Torino (2)
- Minor numero di vittorie: Fortitudo Mozzecane, Torino (2)
- Maggior numero di sconfitte: Torino (26)
- Peggiore attacco: Torino (14 reti fatte)
- Peggior difesa: Fortitudo Mozzecane (96 reti subite)
- Peggior differenza reti: Torino (-79)
- Partita con più reti: Lazio-Bardolino Verona 2-7 e Bardolino Verona-Torino 9-0 (nove reti)
- Partita con maggiore scarto di gol: Bardolino Verona-Torino 9-0
- Maggior numero di reti in una giornata: 39 (3ª giornata)
- Minor numero di reti in una giornata: 17 (2ª giornata)
- Miglior serie positiva: Tavagnacco (trenta giornate)
- Peggior serie negativa: Torino (ventitré giornate)

### Individuali

#### Classifica marcatrici
| Gol | Rigori |  | Giocatore          | Squadra            |
| --- | ------ |  | ------------------ | ------------------ |
| 35  | 2      |  | Patrizia Panico    | Torres             |
| 30  | 5      |  | Daniela Sabatino   | Brescia            |
| 27  |        |  | Paola Brumana      | Tavagnacco         |
| 22  |        |  | Barbara Bonansea   | Brescia            |
| 22  | 3      |  | Cristiana Girelli  | Bardolino Verona   |
| 22  | 3      |  | Simona Sodini      | Riviera di Romagna |
| 19  | 4      |  | Alice Parisi       | Tavagnacco         |
| 18  | 1      |  | Sandy Iannella     | Torres             |
| 18  | 3      |  | Alia Guagni        | Firenze            |
| 17  |        |  | Valentina Giacinti | Napoli             |
| 15  | 2      |  | Monica Carminati   | Como 2000          |